# Habenaria periyarensis
Habenaria periyarensis är en orkidéart som beskrevs av Sasidh., K.P.Rajesh och Augustine. Habenaria periyarensis ingår i släktet Habenaria och familjen orkidéer. Inga underarter finns listade i Catalogue of Life.